# Fanuel Kozonguizi
Pour les articles homonymes, voir Fanuel (homonymie).
Fanuel Jariretundu Kozonguizi, né le 26 janvier 1932 à Windhoek et mort le 1er février 1995, est un avocat et homme politique namibien. 
Il a été pétitionnaire permanent auprès des Nations unies sur la question de l'indépendance de la Namibie et était un administrateur de haut rang en Afrique du Sud-Ouest avant l'indépendance de la Namibie, tant sous administration sud-africaine que sous gouvernement de transition. En Namibie indépendante, il était membre du Parlement et médiateur. Kozonguizi était un membre fondateur et le premier président de l'Union nationale du Sud-Ouest africain.

## Biographie
Kozonguizi est né en janvier 1932 à Windhoek en Namibie et a grandi à Warmbad en Afrique du Sud où il a terminé ses études secondaires. Il a finalement obtenu son baccalauréat en 1953 et a étudié à l'Université de Fort Hare, à Rhodes et à l'Université du Cap. Il est devenu avocat et membre du Inner Temple à Londres en 1970 .
En 1954, il a commencé sa carrière en Namibie en tant que militant, dans le but de soutenir les travailleurs contractuels qui retournent à Ovamboland. Cette année-là, Mburumba Kerina et Zedekia Ngavirue fondent l’organisation des étudiants du Sud-Ouest africain à l’Université de Fort Hare. En 1956, Kozonguizi prend la parole devant les Nations unies sur la question du sud-ouest de l'Afrique avec le révérend Michael Scott, Mburumba Kerina, Hans Beukes, Markus Kooper, Sam Nujoma, Ismael Fortune, Jacob Kuhangua et Hosea Kutako. En 1958, il succède au révérend Scott en tant que pétitionnaire permanent du Conseil des chefs Herero auprès de l'ONU.
Il est élu en 1959 premier président du Swanu, premier parti politique de l'histoire de la Namibie. Il a occupé le poste de dirigeant du Swanu jusqu'en 1966, date à laquelle Kozonguizi a insisté sur un attachement idéologiquement pur au socialisme et à l'anti-impérialisme qui rendait le Swanu impopulaire auprès de certains comparé à l'autre grand parti politique et mouvement de libération, l'Organisation populaire du Sud-Ouest africain (Swapo). Cela a également conduit à la sortie du Swanu en 1968 par l'Organisation de l'unité africaine.
Après avoir été avocat à Londres pendant une courte période, Kozonguizi est rentré en Namibie en 1976 en tant que conseiller juridique de Clemens Kapuuo et de la délégation OvaHerero à la conférence de la Turnhalle. Il a ensuite rejoint Kapuuo en tant que membre de la Democratic Turnhalle Alliance (DTA). Il a été nommé à un poste au bureau de l'Administrateur général en 1980.
De 1980 à l'indépendance, Kozonguizi a exercé diverses fonctions au sein du gouvernement de transition de la Namibie, notamment en tant que ministre de la Justice, de l'Information, des Postes et Télécommunications de juin 1985 à 1988 et en tant que ministre de l'Information de 1988 à 1989. À l'indépendance, en 1990, il est élu à la 1re Assemblée nationale de Namibie. Il a exercé les fonctions de médiateur national jusqu'à sa mort, en février 1995, à l'âge de 63 ans.